# Narihiro Inamura
Narihiro Inamura –en japonés, 稲村 成浩, Inamura Narihiro– (Maebashi, 18 de diciembre de 1971) es un deportista japonés que compitió en ciclismo en la modalidad de pista. Ganó una medalla de plata en el Campeonato Mundial de Ciclismo en Pista de 1990, en la prueba de tándem.
Participó en dos Juegos Olímpicos de Sídney 2000, ocupando el quinto lugar en la prueba de velocidad individual y el noveno lugar en el kilómetro contrarreloj.

## Medallero internacional
| Campeonato Mundial | Campeonato Mundial | Campeonato Mundial | Campeonato Mundial |
| Año                | Lugar              | Medalla            | Competición        |
| ------------------ | ------------------ | ------------------ | ------------------ |
| 1990               | Maebashi (Japón)   | Medalla de plata   | Tándem (A)         |